# نورت بروکفیلد (حوزه سرشماری)، ماساچوست
نورت بروکفیلد (به انگلیسی: North Brookfield) یک منطقهٔ مسکونی در ایالات متحده آمریکا است که در شهرستان ووستر، ماساچوست واقع شده‌است. نورت بروکفیلد ۳٫۸ کیلومتر مربع مساحت و ۲٬۲۶۵ نفر جمعیت دارد و ۲۶۶ متر بالاتر از سطح دریا واقع شده‌است.